# Venus Entry Probe
Venus Entry Probe (VEP, rebautizada en 2007 como European Venus Explorer, EVE), fue un proyecto de sonda espacial de la Agencia Espacial Europea (ESA) iniciado en 2005. Su principal objetivo era el estudio de la atmósfera de Venus, mediante el envío de un globo sonda, varias micro-sondas de aterrizaje y una sonda de aterrizaje mayor.
Estaba previsto que fuera lanzada en un cohete Soyuz-Fregat 2-1b desde Kourou para noviembre de 2013, sin embargo los estudios del proyecto propuestos en 2007 y 2010 fueron rechazados.

## Composición
La misión Venus Entry Probe estaba originalmente compuesta de dos satélites, Venus Polar Orbiter y Venus Elliptical Orbiter, que explorarían Venus desde órbitas diferentes, así como de un globo sonda similar al de las misiones soviéticas Vega 1 y 2. Las últimas propuestas eliminaban uno de los dos orbitadores, añadían una sonda de aterrizaje de fabricación rusa y un segundo globo de fabricación japonesa (JAXA).
Venus Polar Orbiter (VPO) estaría dedicada al estudio de la atmósfera y Venus Elliptical Orbiter (VEO) estaría dedicada al estudio del suelo y el subsuelo del planeta, pero sirviendo igualmente de enlace de telecomunicaciones así como de soporte para el globo sonda (llamado Venus Aerobot).